# الهيلوزية
الهيلوزية هي عقيدة فلسفية تنص على أن كل مادة حية أو متحركة إما في حد ذاتها أو كمشاركة في إجراء يتعلق بمبدأ أعلى، تقول النظرية أن المادة موحدة مع الحياة أو النشاط الروحي والكلمة هي مصطلح يوناني من القرن السابع عشر .

### الهيلوزية في الفلسفة اليونانية القديمة
يمكن إرجاع الهيلوزية في الفلسفة الغربية إلى اليونان القديمة، وصف الفلاسفة الميليسيين طاليس وأناكسيماندر وأناكسيمينس بأنهم عازفوا اللغة، يقول الفيلسوف ديفيد سكربينا أن فلسفة اللاهوت كانت متضمنة في الفلسفة اليونانية المبكرة ولم تكن عقيدة وجعلها تحديًا، "بالنسبة للميليسيين فإن المادة (hyle) امتلكت الحياة (زوي) كنوعية أساسية، تم قبول شيء مثل الهيلوزية ببساطة كحالة وحشية من الواقع على الرغم من أن فكرة التهجين كانت متضمنة في الفكر اليوناني الباكر، استخدم الفيلسوف هرقليطس بالتحديد عبارة زوي جاعلا منها بشكل صريح كلمة مهجنه، أثرت فلسفة ما قبل سقراط مثل طاليس وهرقليطس على الفلاسفة اليونانيين في وقت لاحق مثل أفلاطون وأرسطو والرواقين .

#### عصر النهضة وأوائل الحداثة
خلال عصر النهضة في أوروبا الغربية قام العلماء والفلاسفة مثل برناردينو تيليسيو وباراسيلسوس وكاردانوس وجيوردانو برونو بإحياء عقيدة اللاهوتية، على سبيل المثال عقدا شكًلا من أشكال الوحدة المسيحية حيث ينظر إلى الالهة على أنه مصدر وسبب ووسيط ونهاية كل شيء وبالتالي كل الأشياء هي مرتبطة في الإلهية المستمرة.
كانت أفكار برونو متطرفة لدرجة أنه تم حرمانه من الكنيسة الكاثوليكية بتهمة التطرف وكذلك من بعض الطوائف البروتستانتية، تم حرقه في نهاية المطاف على خشبة معتقدات أخرى مختلفة اعتبرت متطرفة، على الجانب الآخر بدأ تيليسيو من الأساس الأرسطي ومن خلال التجريبية الراديكالية أصبح يعتقد أن القوة الحية هي التي تقدم كل شيء بدلا من العموميات الفكرية وكان يعتقد أرسطو أن الحياة تولّد الشكل.
اقترب بعض الأفلاطونيين في كامبريدج من فلسفة الهيلوزية  في إنجلترا أيضًا مثل هنري مور ورالف كودوورث (1617-1688) من خلال التوفيق بين المثالية الأفلاطونية والمذاهب المسيحية للجيل المقدس، أصبحوا يرون  ان قوة الحياة الإلهية هي مبدأ في العالم، رأوا أن دافع الإله هو التوليد الذي يعطي الحياة لكل الأشياء الموجودة، بناء على ذلك فقد كافح كودوورث  فلسفة اللاهوت وهو أكثر الميتافيزيقيا منهجيا في تقليد كامبردج الأفلاطوني، كان عمله هو في المقام الأول نقد لما اعتبره الشكلين الرئيسيين للإلحاد المادي والهيلوزية.
تميل مثالية سبينوزا أيضًا نحو الإيثولوجيا من أجل الحفاظ على التوازن حتى بين المادة والعقل، جمع سبينوزا بين المادية والهيلوزية الوحيدة من خلال خفض كلاهما إلى مجرد سمات المادة الوحيدة اللامتناهية وعلى الرغم من رفضه للهوية في المادة غير العضوية إلا أنه مثل الافلاطونيين في كامبريدج فإنه يرى قوة الحياة داخل المادة وخارجها.

##### الهيلوزية المعاصرة
طور هيكل ماديا من الهيلوزية في القرن التاسع عشر وخاصة ضد رودولف فيرشو وهرمان فون هلمهولتز وجهات النظر الميكانيكية للبشر والطبيعة، في كتابه Die Weltratsel عام 1899 (لغز الكون 1901) أيد هيكل وحدة الطبيعة العضوية وغير العضوية واستخلص جميع الأفعال من كلا النوعين من المادة والأسباب الطبيعية والقوانين، هكذا عكست صورته من فلسفة البيولوجيا أن المسار المعتاد هو من  خلال الحفاظ على الكائنات الحية والأشياء غير الحية اي أنهما يشتركان في نفس الخصائص ومن خلال محو التمييز بين الاثنين والنص على أنهما يشتركان ايضا بمجموعة واحدة من القوانين.
على النقيض من ذلك فإن التقاليد العصبية الأرجنتينية -الألمانية تُطلق على "هيتوس" (hylozoic hiatus) جميع أجزاء الطبيعة التي لا يمكن أن تتصرف إلا بشكل قانونيًا أو اسميًا  وبناءً على هذه السمة توصف بأنها تقع خارج العقول و/أو وسطها أي خارج نطاق العقل، بالتالي فإن الفجوة الفاصلة بين الزوايا تصبح مناقضة للعقول التي تعتبر قادرة على التصرف بشكل دلالي؛ أي قادرة على بدء سلسلة جديدة (الدلالة)، هكذا فإن نظرية الهيلوزية في هذا التقليد العصبي البيولوجي المعاصر تقتصر على أجزاء الطبيعة داخل العقول؛ أي ردود الفعل الحسية للعقول ("النغمات الحسية" لكريستفريد جاكوب) حيث تتفاعل العقول مع المحفزات القادمة من فجوة الهيلوزية أو العالم الخارجي.
مارتن بوبر أيضا يأخذ نهجا يشبه الهيلوزية من خلال التأكيد على أن جوهر الأشياء يمكن تحديده وفصله على الرغم من أنه ليس موجودا من قبل ويمكنه أن يرى روحا داخل كل شيء.
أنشأ الخيميائي الفيثاغورسي والروسي فرانسوا يوليه كاستلوت (1874-1937) مدرسة هيلوزويك الباطنية التي جمعت بين بصيرة السباغيوريك والكيمياء والفيزياء والتحولات والميتافيزيقيا، نشر العديد من الكتب وفي رأيه أنه لا يوجد فرق بين الروح والمادة باستثناء درجة التردد والظروف الاهتزازية الأخرى.
تأثر جورج إيفانوفيتش جوردجييف والفيلسوف وعالم الرياضيات الإنجليزي جون جودولفين بينيت في عمله المكون من أربعة مجلدات "الكون المسرحي" وكتابه "الطاقة"، ثم طورا إطارًا ذات ستة أبعاد تأخذ فيه طاقة المادة اثنا عشر مستوى من الجودة العدلية.
تبنى عالم الإنترنت الإنجليزي ستافورد بير موقفاً يستند إلى نظرية التهجين (الهيلوزية) بحجة أنه يمكن الدفاع عنها علمياً وبذل الكثير من الجهد في مجال الحوسبة البيولوجية ويوصف هذا بأنها مشحونة روحيًا من نشاط وقوى الطبيعة فيما يتعلق بعدم قدرتنا على استيعابها بشكل تمثيلي.
زعمت شركة بير أن "الطبيعة لا تحتاج إلى أي تحولات فهي لا تتجاوز قدراتنا الحاسوبية فحسب بل إنها في الواقع تتجاوزها بطرق لا يمكن تخيلها، في قصيدة على البحر الأيرلندي يتحدث بير عن الطبيعة بأنها تتجاوز قدراتنا بطريقة لا يمكن إلا أن نتساءل فيها،  في شراكة مع صديقه غوردون باسك الذي كان يجري تجارب على أجهزة كيميائية وبيوكيميائية مختلفة استكشف إمكانية تطوير الذكاء في نظم معقدة جدا من الشبكات. في تجربة واحدة ربما فريدة من نوعها بقيادة بسك وجدوا أن مثل هذا الهيكل من شأنه أن "ينمو" تنظيم الاستشعار في استجابة لمحفزات المدخلات الصوتية المختلفة في حوالي نصف يوم.
يعتنق كين ويلبر مذهب الهيلوزية لشرح التجربة الذاتية ويقدم مصطلحات تصف سلم التجربة الذاتية التي تختبرها الكيانات من الذرات إلى البشر في الربع الأيسر العلوي من مخططه الفلسفي التكاملي.
الفيزيائي توماس بروفي في كتابه "الآلية تطالب بالتصوف" تبنى فلسفة الهيلوزية كأساس لإطار لإعادة دمج العلوم الفيزيائية الحديثة مع الفلسفة الروحية الدائمة، بروفي يقسم كلمتين إضافيتين للوقوف مع الهيلوزية باعتبارها ثلاثة مواقع الوجودية الممكنة متسقة مع الفيزياء الحديثة. أولًا : التشبع (كون حتمي وبالتالي "ثابت" بالمعنى الرباعي الأبعاد) والتوحد التكراري (يحتوي الكون أساسا على مكون عشوائي أو مكون ستوكاستيك)، (بالإنجليزية: hylozoism) (الكون يحتوي أساسا على جانب حي).
قدم المهندس المعماري كريستوفر ألكسندر نظرية الكون الحي، حيث يُنظر إلى الحياة على أنها نمط منتشر يمتد إلى ما يعتبر عادة أشياء غير حية ولا سيما المباني، كتب عمل من أربعة مجلدات بعنوان طبيعة النظام الذي يفسر هذه النظرية بالتفصيل.
الفيلسوف وعالم البيئة ديفيد يفصل شكلاً من أشكال الهيلوزية ترتكز على انها  ظاهرة بيولوجيا، في كتابيه "أصبح حيوانًا" و"سحر الحواس" يقترح ديفيد  أن المادة ليست سلبية تمامًا في تجاربنا المباشرة معتقدًا أن الأشياء المادية "تستحوذ على انتباهنا" أو "تستدعينا للتركيز" مما يدفع الجسم المتصور إلى المشاركة المستمرة في تلك الأشياء، في غياب التقنيات تكون الخبرة الحسية روحانية بطبيعتها وتكشف عن مجال مادي متحرك وذاتي التنظيم منذ البداية.
ويفرض علاقة أكثر احتراما وأخلاقية مع أنماط الحياة الأكثر من البشر وهي الحيوانات والنباتات والتربة والجبال والمياه والطقس التي تعولنا ماديا .
تعامل نظرية شبكة الجهات الفاعلة لبرونو لاتور في علم اجتماع العلوم الأشياء غير الحية كعوامل نشطة وبالتالي يحمل بعض التشابه المجازي مع الهيلوزية. 